# Betty Bobbitt
Betty Ann Bobbitt, född 7 februari 1939 på Manhattan i New York, död 30 november 2020 i Melbourne, var en australisk skådespelare. Hon är bland annat känd för rollen som internen Judy Bryant i TV-serien Kvinnofängelset.